# Laila Halme

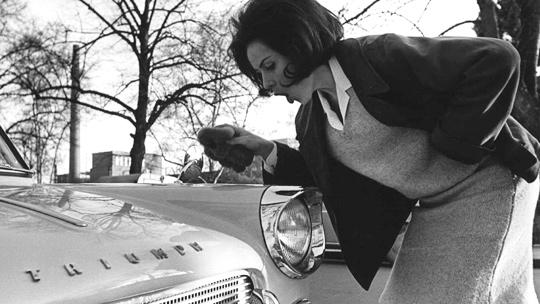
Laila Halme (1964)

Laila Sinikka Halme (gebürtig: Laila Sinikka Soppi; * 4. März 1934 in Jääski; † 28. November 2021 in Tampere) war eine finnische Chanson- und Schlagersängerin.

## Leben und Wirken
Sie wurde ausgewählt, ihr Land beim Eurovision Song Contest 1963 in London zu vertreten. Ihre Ballade Muistojeni laulu (dt.: Das Lied meiner Erinnerungen) erhielt keinen Punkt und landete wie Schweden und Norwegen auf dem letzten Platz.
Auch ihr Sohn Jussi Halme (* 1961 in Tampere) wurde als Musiker in Finnland bekannt.